# Humacao
Humacao és un municipi de Puerto Rico situat a la costa est de l'illa, també conegut amb el nom de La Perla del Oriente, La Ciudad Gris i Capital del Este. Confina al nord amb Naguabo, al sud amb Yabucoa, a l'est amb el Passatge de Vieques; i a l'oest amb Las Piedras. Forma part de l'Àrea metropolitana de San Juan-Caguas-Guaynabo.
El municipi està dividit en 13 barris: Antón Ruiz, Buena Vista, Candelero Abajo, Candelero Arriba, Cataño, Collores, Humacao Pueblo, Mabú, Mambiche, Mariana, Punta Santiago, Río Abajo i Tejas. El territori d'aquest municipi va ser governat pel cacic Jumacao, origen del nom d'aquesta zona, Humacao.

## Galeria

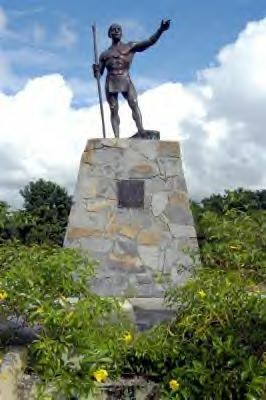
Estàtua del cacic Jumacao
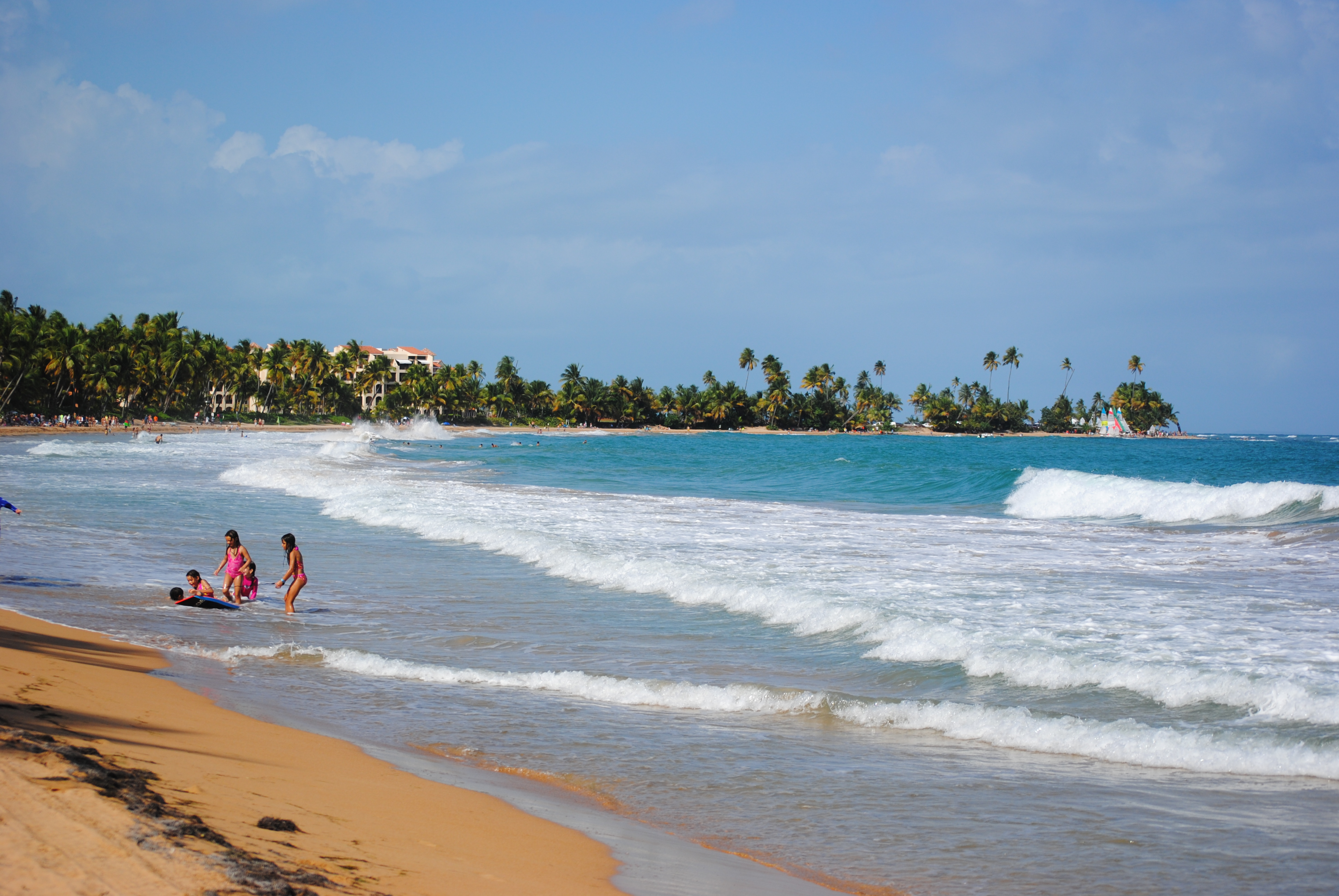
Platja a Palmas del Mar, Humacao
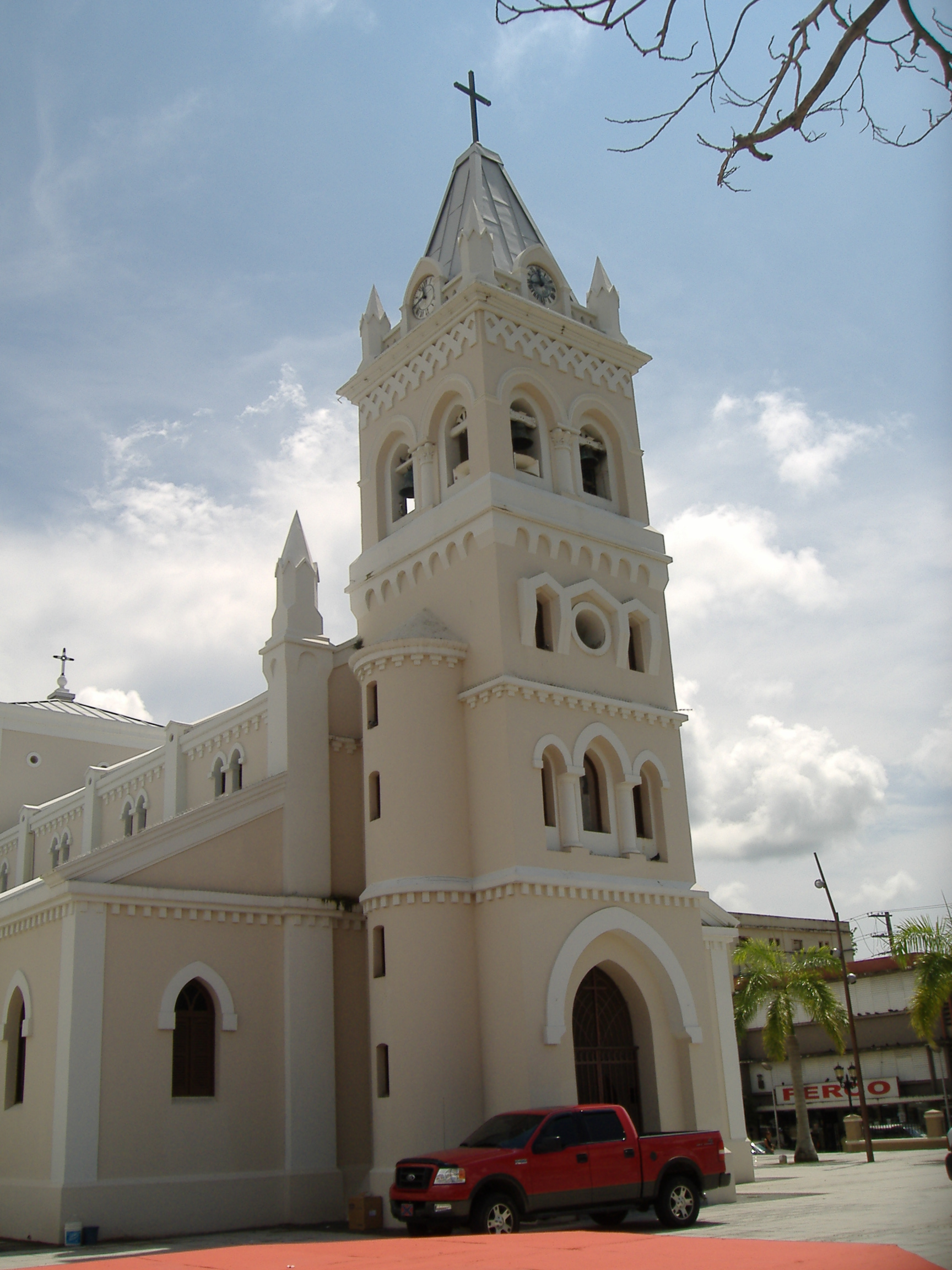
Catedral de la diocesi de Fajardo i Humacao a Humacao pueblo